# Segunda Batalla de Maarat al-Nu'man
El 13 de marzo de 2016, rebeldes yihadistas del Frente Al-Nusra y Jund al-Aqsa lanzó un ataque nocturno contra el cuartel central de la 13.ª  División en la ciudad de Maarat an-Numan
Según activistas de medios de comunicación sociales en apoyo de la oposición siria, Jabhat al-Nusra atacó al  13° Division después de protestas locales los manifestantes utilizaron la bandera del Ejército Libre Sirio, más que la bandera negra de yihad.
La sede central de la División estuvo invadida después de una batalla feroz donde quedaron siete combatientes muertos y 40 secuestrados Dos instalaciones de almacenamiento que presuntamente estaban ocupados con misiles antitanques BGM-71 TOW de fabricación estadounidense y se rindieron a los atacantes, el cual la División 13° niega. La División 13° tenía depósitos en Maarat al-Numan y en tres ciudades cercanas que fueron invadidas; Hesh, Khan Shaykhun y Tal Aas. Un número indeterminado de los vehículos blindados y un tanque estuvieron capturados.
Para poner el fin a la batalla, la 13.ª División abandonada todos sus puestos en Maarat an-Numan y huyen a Turquía. Aun así, civiles opuestos a la toma de control de los Yihadistas se tomaron las calles y el Frente Al-Nusra interrumpió en el Cuartel General en la ciudad, liberando algunos prisioneros.